# Salinas Pueblo Missions National Monument

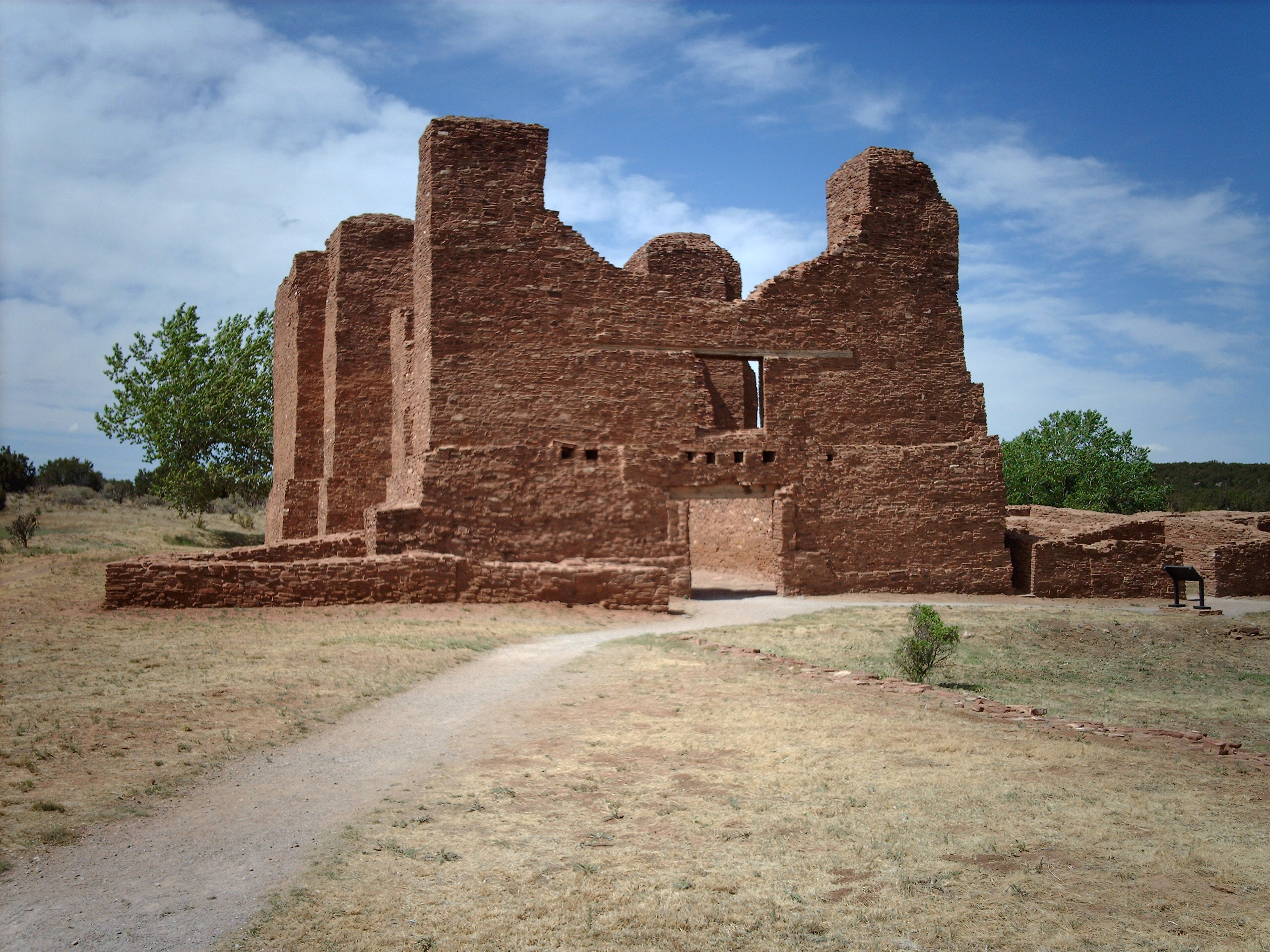
Ruiny misji Quarai w Salinas Pueblo Missions National Monument

Salinas Pueblo Missions National Monument – amerykański pomnik narodowy, znajdujący się w stanie Nowy Meksyk. Na jego obszarze znajdują się ruiny trzech misji wybudowanych przez hiszpańskich misjonarzy.
Historia pomnika sięga 1909 roku, gdy na części współczesnego pomnika obejmującego ruiny Gran Quivira utworzono pomnik Gran Quivira National Monument. W 1980 roku poza ruinami Gran Quivira w skład pomnika włączono ruiny Quarai oraz Abó oraz zmieniono jego nazwę na Salinas National Monument. Obecną nazwę nadano mu w 1988 roku. Pomnik zajmuje powierzchnię 4,34 km² i jak wiele innych pomników narodowych zarządzany jest przez National Park Service.